# Maria Michał Kowalski
Jan Maria Michał Kowalski, właśc. Jan Kowalski (ur. 26 grudnia 1871 w Latowiczu, zm. 18 maja 1942 w Hartheim) – polski duchowny, arcybiskup mariawicki, minister generalny Zgromadzenia Kapłanów Mariawitów, zwierzchnik Związku Mariawitów Nieustającej Adoracji Ubłagania w latach 1903–1910, zwierzchnik Kościoła Katolickiego Mariawitów w latach 1910–1919, zwierzchnik Starokatolickiego Kościoła Mariawitów w latach 1919–1935, założyciel i zwierzchnik Kościoła Katolickiego Mariawitów (denominacja felicjanowska) w latach 1935–1940, święty i doktor Kościoła Katolickiego Mariawitów, mistyk, teolog i reformator mariawityzmu, pisarz, publicysta, współautor projektu katedry mariawickiej w Płocku.

## Ksiądz rzymskokatolicki
Jan Kowalski pochodził z rolniczej rodziny z Latowicza pod Mińskiem Mazowieckim. Był synem Jana Kowalskiego i Katarzyny z domu Sitek. W latach 1889–1897 był alumnem Seminarium Duchownego w Warszawie, a następnie studentem Akademii Duchownej w Sankt Petersburgu.
Święcenia kapłańskie otrzymał 24 kwietnia 1897 w Warszawie z rąk biskupa pomocniczego mohylewskiego, Franciszka Symona. Następnie pełnił posługę duchowną w parafiach katolickich w Łodzi, Warszawie, Niesułkowie i Starej Sobótce.
W 1900, będąc wikariuszem przy kościele kapucynów w Warszawie, za sprawą swojego kolegi z seminarium duchownego, księdza Jana Kaczyńskiego, zetknął się z mariawityzmem i we wrześniu tego roku po poznaniu przełożonego Zgromadzenia Kapłanów Mariawitów, księdza Kazimierza Przyjemskiego, przystąpił, składając ślub życia zgodnie z I regułą św. Franciszka do nowicjatu tajnego Zgromadzenia Kapłanów Mariawitów, w którym przyjął imię zakonne Maria Michał. Na początku 1903 roku został wybrany prowincjałem płockim Zgromadzenia Kapłanów Mariawitów, a 6 sierpnia 1903 (gdy ruch mariawicki prowadził starania w Rzymie o legalizację swojego statutu jako organizacji katolickiej) został wybrany przez przebywających w Watykanie kapłanów mariawickich na ministra generalnego Zgromadzenia Kapłanów Mariawitów i stanął na czele kongregacji Związku Mariawitów Nieustającej Adoracji Ubłagania jako jej zwierzchnik. W latach 1904–1906 prowadził starania w Stolicy Apostolskiej oraz w kuriach biskupich na terenie Królestwa Polskiego o uznanie nauki mariawickiej zawartej w prywatnych objawieniach Feliksy Kozłowskiej i legalizację Związku Mariawitów. W 1904 Kongregacja Świętego Oficjum zabroniła mu dalszej działalności i nakazała rozwiązanie stowarzyszenia, któremu przewodniczył.
W 1906 roku ksiądz Jan Kowalski, nie godząc się z postanowieniami władz kościelnych, wspólnie z innymi kapłanami mariawickimi wypowiedział posłuszeństwo swojemu biskupowi i 27 stycznia 1906 został suspendowany przez arcybiskupa warszawskiego, Wincentego Popiela, a następnie dekretem Świętego Oficjum z 5 grudnia 1906 wraz z założycielką mariawityzmu Feliksą Marią Franciszką Kozłowską został ekskomunikowany imiennie przez papieża Piusa X na podstawie encykliki Tribus circiter z 5 kwietnia 1906, za szerzenie poglądów niezgodnych z nauką Kościoła katolickiego oraz z powodu nieposłuszeństwa eklezjalnego wobec decyzji Świętego Oficjum z 4 września 1904 o rozwiązaniu Związku Mariawitów.

## Biskup starokatolicki

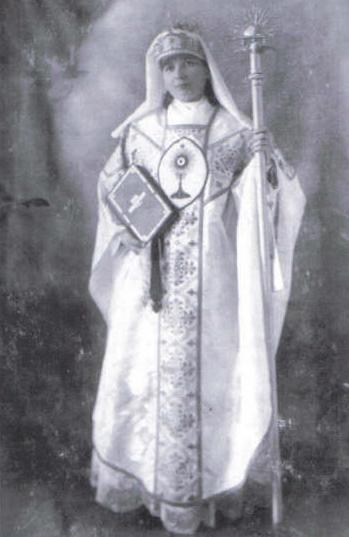
Antonina Wiłucka, żona arcybiskupa i pierwsza biskupka mariawicka

W 1905 roku, po zakazaniu przez władze kościelne działalności Związku Mariawitów, ksiądz Jan Maria Michał Kowalski został usunięty ze stanowiska proboszcza parafii katolickiej w Starej Sobótce i rozpoczął organizowanie parafii mariawickiej w Nowej Sobótce. Nie pozostał jednak długo na tej placówce i krótko przed suspendowaniem wyjechał do Płocka, aby zająć się sprawami dalszego losu Związku Mariawitów.
Po ogłoszeniu papieskiej encykliki potępiającej mariawityzm podjął kroki zmierzające do zarejestrowania mariawickich gmin kościelnych jako wyznania tolerowanego w Cesarstwie Rosyjskim oraz zorganizowania mariawickiej hierarchii duchownej. 10 października 1907 na I Kapitule Generalnej Kapłanów Mariawitów został wybrany powtórnie ministrem generalnym Związku Mariawitów. W 1909 nawiązał współpracę z Unią Utrechcką Kościołów Starokatolickich i 5 października tegoż roku w Utrechcie został konsekrowany na biskupa starokatolickiego przez starokatolickiego arcybiskupa Utrechtu Gerarda Gula w asyście biskupów starokatolickich Jakuba van Thiela z Haarlemu, Mikołaja Spita z Deventer, Józefa Demmela z Bonn i Arnolda Mathewa z Londynu. W 1910 przy współasyście dwóch holenderskich biskupów starokatolickich Jan Maria Michał Kowalski udzielił w Łowiczu sakry biskupiej księżom: Romanowi Próchniewskiemu i Leonowi Gołębiowskiemu, co pozwoliło na zorganizowanie sieci diecezji mariawickich na ziemiach polskich, a także na legalizację mariawityzmu pod nazwą Kościół Katolicki Mariawitów jako prawnie działającego związku wyznaniowego w Cesarstwie Rosyjskim.
Po śmierci Feliksy Kozłowskiej, założycielki i duchowej opiekunki mariawityzmu, Jan Maria Michał Kowalski w 1921 ogłosił się arcybiskupem i przywódcą Starokatolickiego Kościoła Mariawitów. W latach 1921–1925, posługując się głównie tekstem Wulgaty, dokonał przekładu Pisma Świętego na język polski. W 1922 zebrał i opublikował w książce Dzieło Wielkiego Miłosierdzia objawienia Feliksy Kozłowskiej.
W latach 1922–1935 przeprowadził zakrojoną na szeroką skalę radykalną reformę kościelną, która przejawiała się w ogłoszeniu, a z czasem we wprowadzeniu w Kościele Mariawitów: komunii świętej pod postaciami chleba i wina dla wiernych, komunii świętej dla dzieci zaraz po chrzcie, zniesieniem celibatu księży, święcenia wody, olejów, pokarmów i przedmiotów, spowiedzi usznej, postów, tytułów duchownych przez zastąpienie ich zakonnymi zwrotami brat i siostra, zmianami w modlitwach, liturgii, uproszczeniem mszy świętej i dopuszczeniem do odprawiania jej poza kościołami i miejscami poświęconymi; wreszcie wprowadził najbardziej radykalne i budzące największe kontrowersje reformy, czyli kult Mateczki Feliksy Kozłowskiej, kapłaństwo kobiet, zapowiedź kapłaństwa ludowego, uznanie ważności ślubów cywilnych na równi ze ślubami kościelnymi oraz mistyczne małżeństwa między kapłanami a siostrami zakonnymi, z których to związków narodzone dzieci miały być niepokalanie poczęte.
W 1924 arcybiskup Jan Kowalski opublikował list pasterski o zniesieniu celibatu duchownych i ogłosił przeniesienie Stolicy Apostolskiej z Rzymu do Płocka, przez co w oczach współwyznawców został uznany za papieża słowiańskiego, w 1922 ożenił się także z przełożoną Zgromadzenia Sióstr Mariawitek, Antoniną Marią Izabelą Wiłucką i konsekrował ją w Płocku 28 marca 1929 na arcykapłankę Starokatolickiego Kościoła Mariawitów. zapoczątkowując w tym kościele biskupstwo kobiet. W tym samym dniu udzielił święceń duchownych jedenastu zakonnicom, które były pierwszymi kapłankami mariawickimi: Marii Celestynie Kraszewskiej, Marii Dilekcie Rasztawickiej (późniejszej przełożonej Zgromadzenia Sióstr Mariawitek), Marii Honoracie Klichowskiej, Marii Rafaeli Komorowskiej, Marii Cherubinie Marynowskiej, Marii Nadziei Sasin (Sosin), Marii Helenie Kubickiej, Marii Eufemii Nykównie, Marii Dezyderii Spodar, Marii Emmie Piotrowskiej i Marii Miłości Wnukowskiej (Wnukowej).
Radykalizm reform, głoszenie donatyzmu oraz modernistyczne postępowanie arcybiskupa spowodowało reakcję Unii Utrechckiej Kościołów Starokatolickich, która w 1924 wykluczyła mariawitów ze swojego grona.
W 1926 arcybiskup Jan Maria Michał Kowalski udał się wraz z delegacją mariawicką na Bałkany i Bliski Wschód. Podczas kilkumiesięcznej podróży spotkał się z przedstawicielami Kościołów wschodnich: Serbii, Bułgarii, Grecji, Turcji, Palestyny i Egiptu. W latach 1928–1930 podejmował dialog z biskupami Kościoła rzymskokatolickiego w Polsce, Polskim Narodowym Kościołem Katolickim i Polskim Autokefalicznym Kościołem Prawosławnym. Zabiegi te nie przyniosły jednak żadnych owocnych rezultatów w kwestii unii kościelnej z którymś z wyznań, gdyż mariawicki hierarcha nie zgadzał się na żadne ustępstwa w kwestii ustroju i doktryny Starokatolickiego Kościoła Mariawitów.

## Procesy sądowe
Po klątwie papieskiej z 31 grudnia 1906 mariawici zorganizowali się w Kościół Katolicki Mariawitów. Stało się to przyczyną podejmowania różnych działań dyskredytujących mariawityzm przez stronę katolicką. Wielu duchownym mariawickim wytoczono procesy sądowe o dopuszczanie się bluźnierstw, a począwszy od 1909 roku Jan Maria Michał Kowalski miał wytoczonych 18 procesów sądowych – głównie o zwalczanie papiestwa i dopuszczanie się bluźnierstw. Pod koniec lat 20. Akcja Katolicka doprowadziła do głównego procesu sądowego wytoczonego zwierzchnikowi kościoła arcybiskupowi M. Kowalskiemu. Zwierzchnikowi zarzucono czyny lubieżne wobec nieletnich mieszkanek klasztoru oraz wykorzystywania stanowiska w celu zmuszania do nierządu podległych sióstr zakonnych. Ze względu na charakter sprawy prokurator złożył wniosek o utajnienie rozprawy, na co jednak nie wyraził zgody sędzia.

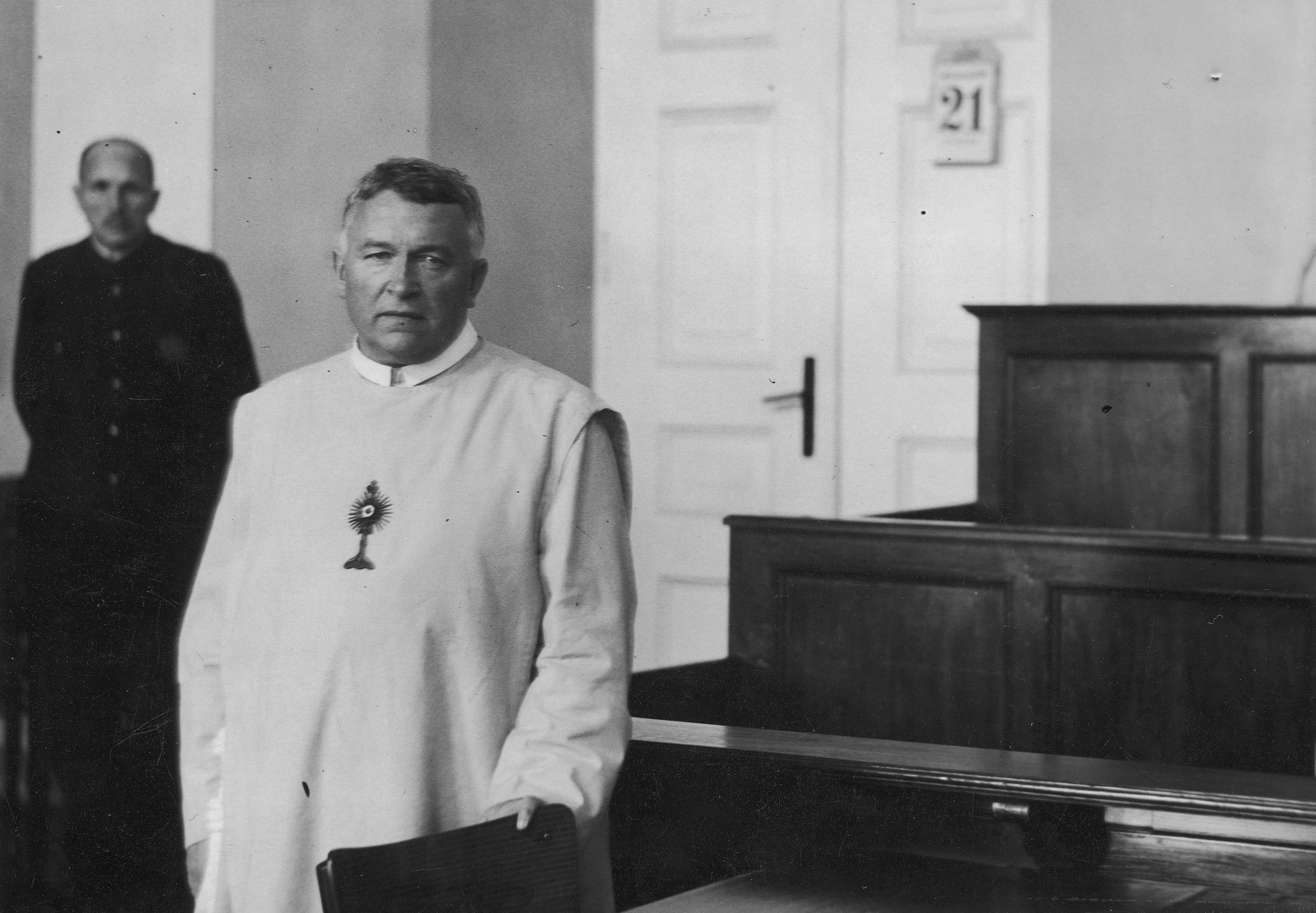
Arcybiskup Kowalski na sali Sądu Okręgowego w Płocku

Szeroko, a zarazem stronniczo relacjonowany w prasie proces rozpoczął się 18 września 1928 i zdaniem strony mariawickiej od początku był wymierzony w mariawityzm, mając na celu jego likwidację. Arcybiskup mariawitów, Jan Maria Michał Kowalski, został oskarżony o popełnienie przestępstw z art. 513, 514 i 515 ówcześnie obowiązującego Kodeksu Karnego. W toku procesu kolejno dwaj prokuratorzy przy Sądzie Okręgowym w Płocku (w tym cieszący się autorytetem prok. Wacław Dlouhy) zrzekli się prowadzenia sprawy, dostrzegając jej zamierzony cel. Minister Sprawiedliwości Aleksander Meysztowicz delegował swych obserwatorów w osobach prezesa Leona Skupińskiego i prokuratora K. Rudnickiego z Sądu Apelacyjnego w Warszawie, by zagwarantować rzeczowy i obiektywny przebieg rozprawy. Obaj jednak demonstracyjnie opuścili salę rozpraw, dając wyraz dezaprobacie dla poczynań przewodniczącego sądu, sędziego Bolesława Momentowicza.
12 października 1928 roku zapadł wyrok skazujący abp. Michała Kowalskiego na 4 lata więzienia z pozbawieniem praw publicznych, przy jednoczesnym skróceniu wymiaru kary do 2 lat i 8 miesięcy przy zastosowaniu ustawy amnestyjnej. Sąd Apelacyjny w Warszawie wyrok ten zatwierdził, jednak Sąd Najwyższy uchylił i przekazał sprawę do Sądu Apelacyjnego do ponownego rozpatrzenia. Sąd Apelacyjny 25 lutego 1931 roku orzekł trzy lata więzienia, a po zastosowaniu amnestii – dwa lata. W Sądzie Apelacyjnym sędzia Wacław Alchimowicz, orzekający w sprawie, zgłosił votum separatum, kwestionując wiarygodność zeznań świadków oskarżenia i domagając się uniewinnienia oskarżonego – dwie z głównych oskarżycielek wkrótce po zakończeniu procesu publicznie odwołały swoje oskarżenia. 22 października 1931 roku Sąd Najwyższy wyrok z 25 lutego 1931 zatwierdził.
Ówczesny Minister Sprawiedliwości Czesław Michałowski, pełniący urząd do 15 czerwca 1936, włożył wyrok „pod sukno” i wstrzymał jego wykonanie. Po jego odejściu abp. Kowalski 9 lipca 1936 został aresztowany i przewieziony do więzienia w Rawiczu. Wyrok wykonano już po rozłamie w łonie Kościoła Mariawickiego, który miał miejsce na przełomie lat 1934/1935. Abp. Maria Michał Kowalski podczas pobytu w więzieniu miał oddzielną celę, zachował też prawo do noszenia stroju duchownego i nie miał ogolonej głowy. Duchowieństwo i wierni Kościoła pisali wnioski o skrócenie kary bądź udzielenie urlopu celem podratowania zdrowia 65-letniego arcybiskupa. jednak nie przyniosły one rezultatu. Na wolność wyszedł 9 stycznia 1938 roku. Strona mariawicka uznała, że w trakcie procesu doszło do wielu uchybień, a sam proces miał być sterowany przez kler rzymskokatolicki, który poprzez atak w osobę zwierzchnika zamierzał doprowadzić do wyeliminowania mariawityzmu z polskiego społeczeństwa.

## Rozłam w mariawityzmie

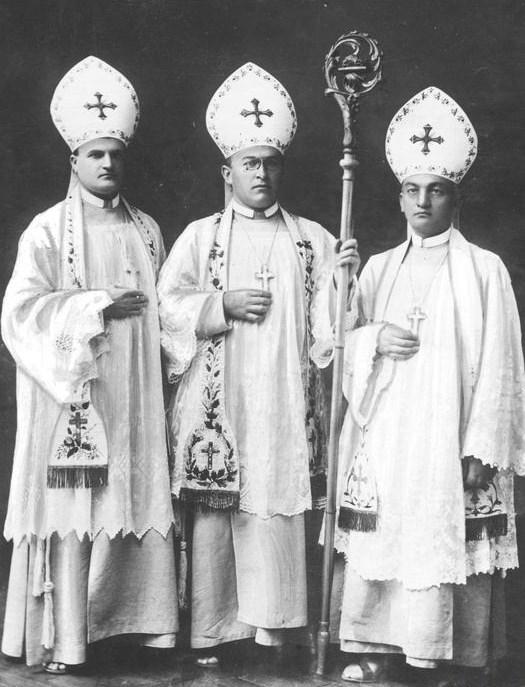
Od lewej: bp Roman M. Jakub Próchniewski, bp Jan M. Michał Kowalski, bp Leon M. Andrzej Gołębiowski.

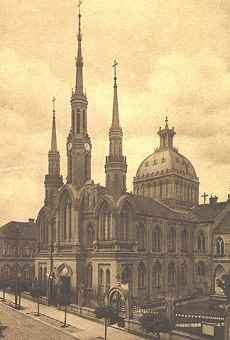
Katedra mariawicka w Płocku zaprojektowana przez Jana Kowalskiego w 1911

Równolegle do trwającego procesu, w łonie wyższego duchowieństwa mariawickiego narastał sprzeciw wobec – jak twierdzono – „zbyt nowatorskich reform” abp. Michała Kowalskiego. Zwolennicy abp. Michała Kowalskiego uznali, że duchowni odrzucający reformy nie wytrzymywali presji ze strony Kościoła rzymskokatolickiego. W 1931 reformom abp. Kowalskiego stanowczo sprzeciwił się biskup Filip Feldman. Przekonywał on duchowieństwo, że usunięcie kultu Mateczki i kapłaństwa kobiet da szansę przyjęcia mariawityzmu przez całą Polskę. Różnica stanowisk doprowadziła w roku 1935 do rozłamu. Zwolennicy biskupa Feldmana wybrali go na swojego przełożonego i przejęli większość kościołów, a także ówczesną nazwę kościoła (używaną od 1921) – Starokatolicki Kościół Mariawitów. Pozostający w mniejszości mariawici wierni abp. Michałowi Kowalskiemu początkowo bronili kościołów. Gdy większość obiektów im odebrano (niektóre przy pomocy policji), urządzili dla siebie oddzielne kaplice. Pod przymusem zaakceptowali Klasztor mariawicki w Felicjanowie jako swój główny ośrodek. Początkowo nadal używali nazwy Starokatolicki Kościół Mariawitów oraz sprzeciwiali się posługiwaniu się tą nazwą przez zwolenników biskupa Feldmana. Po II wojnie światowej ze względów historycznych, a także by zakończyć jałowy spór, powrócili do pierwotnej nazwy Kościoła sprzed 1921 roku – Kościół Katolicki Mariawitów.
W wyniku rozłamu mariawityzm rozpadł się na dwie odrębne organizacje kościelne: Kościół Katolicki Mariawitów (wierny swojemu przełożonemu, zachował reformy abp. Michała Kowalskiego, a jego centrum stał się odtąd Felicjanów) oraz Starokatolicki Kościół Mariawitów z siedzibą w Płocku, przy którym pozostała większość duchownych i świeckich Mariawitów.
Przebywając w Felicjanowie arcybiskup Kowalski nie zaprzestał reform kościelnych. 25 maja 1935 roku wprowadził oraz upowszechnił w Kościele Mariawickim denominacji felicjanowskiej kapłaństwo ludowe.
W 1936 roku arcybiskup Kowalski został na półtora roku osadzony w więzieniu w Rawiczu celem wykonania wyroku z roku 1931 (na czas odbywania kary w latach 1936–1938 administratorem Kościoła Katolickiego Mariawitów została arcykapłanka Antonina Maria Izabela Wiłucka). 9 stycznia 1938 został z więzienia zwolniony. Po powrocie do Felicjanowa ogłosił wypracowaną podczas uwięzienia reinterpretację dogmatu o Trójcy Świętej.

## II wojna światowa

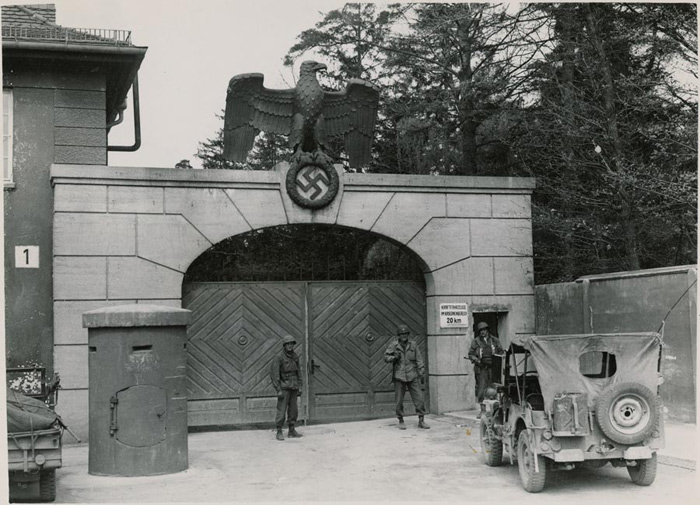
Brama obozu KL Dachau

Po wybuchu II wojny światowej w 1939 arcybiskup Kowalski wystosował list do Adolfa Hitlera, w którym między innymi sprzeciwiał się aneksji Gdańska oraz proponował kanclerzowi Niemiec konwersję na mariawityzm. Spowodowało to zainteresowanie się okupanta niemieckiego tą niewielką wspólnotą religijną i zakwalifikowanie jej jako niebezpiecznej dla planów politycznych III Rzeszy na ziemiach polskich.
25 stycznia 1940 arcybiskup Jan Maria Michał Kowalski został aresztowany przez Gestapo. Sprawa ta miała charakter tajny, a dotyczyła spraw obyczajowych, z powodu których na przełomie lat 20. i 30. sądziły go polskie władze. Został uwięziony w Płocku, a jego uwolnienie uniemożliwiły wypowiedzi dotyczące Adolfa Hitlera zawarte w artykułach „Lucyfer” z lipca 1939 roku oraz „Gdańsk i Prusy Wschodnie powinny wrócić do Polski”. W trakcie śledztwa został scharakteryzowany jako radykalny polski nacjonalista. Następnie 25 kwietnia 1941 roku został wywieziony do obozu koncentracyjnego w Dachau. Tu jako więzień nr 24542 przebywał na bloku 28 wspólnie z polskimi księżmi katolickimi. Wśród nich był biskup Michał Kozal, który w trudnych warunkach obozowych starał się nakłonić abp Kowalskiego do powrotu do jedności z Kościołem rzymskokatolickim.

## Śmierć

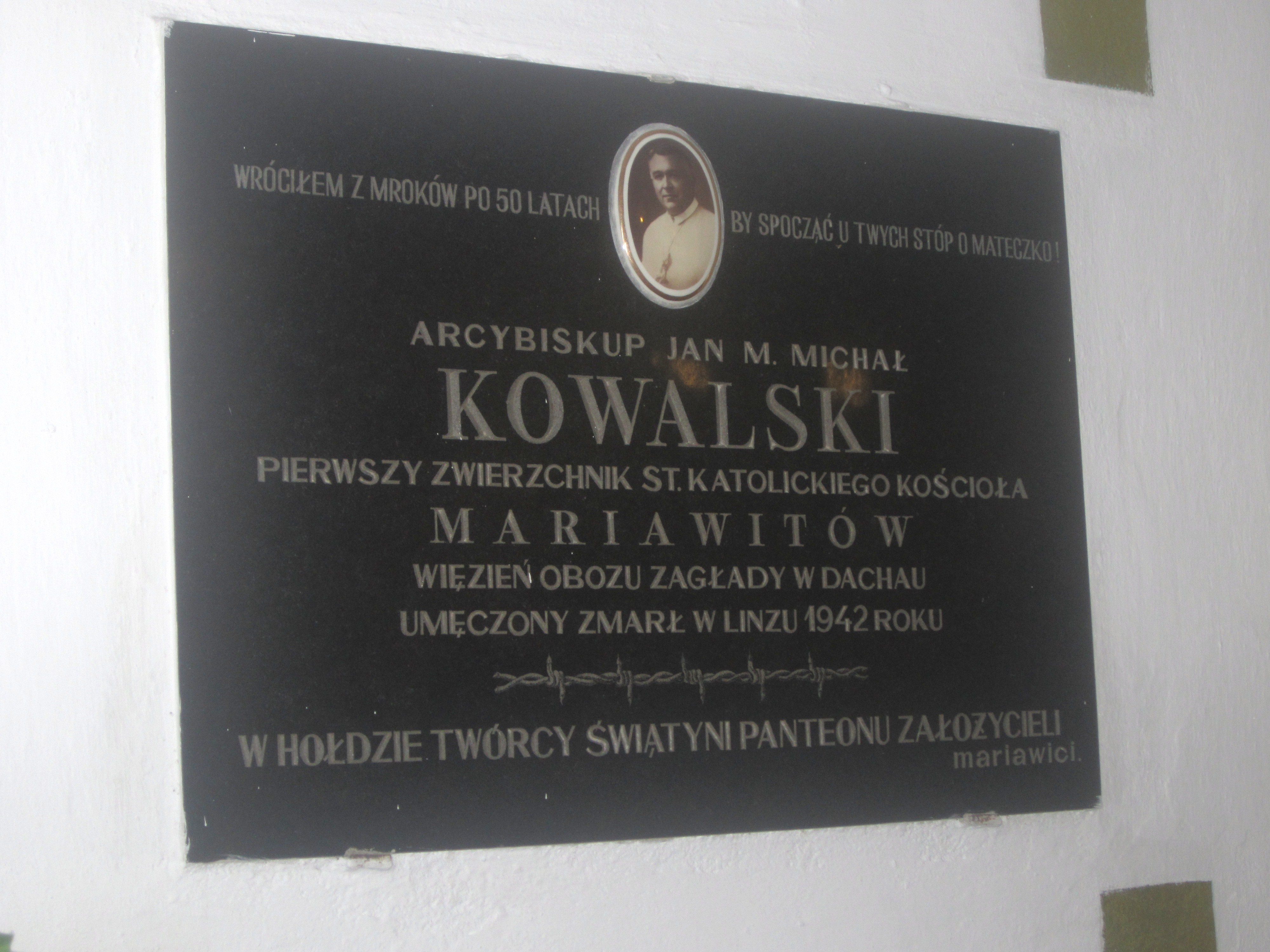
Tablica kommemoratywna w katedrze mariawickiej w Płocku

18 maja 1942 schorowany arcybiskup Jan Maria Michał Kowalski został wywieziony z KL Dachau do ośrodka eutanazji niepełnosprawnych na zamku Hartheim pod Linzem. Według dokumentów obozowych zmarł w nocy 26 maja 1942. Według IPN prawdopodobnie zginął już w dniu przyjazdu na zamek Hartheim w komorze gazowej, a dane dotyczące daty i przyczyny śmierci podawane przez administrację obozową należy uznać za nieprawdziwe. Jego ciało Niemcy skremowali.
Skremowanie zwłok arcybiskupa Kowalskiego nastąpiło w krematorium przy Cmentarzu Wschodnim Ostfriedhof w Monachium. Urna z jego prochami została odnaleziona i od 1950 r. przechowywana jest na cmentarzu Am Perlacher Forst, w miejscu zwanym Ehrenhain I (Gaj Pamięci nr 1) w Monachium. Urna z prochami arcybiskupa Michała Kowalskiego oznaczona jest symbolem K3655. Jest udokumentowane, że znajdują się w niej prochy arcybiskupa mariawitów.
Po nim przewodzenie Kościołem Katolickim Mariawitów przejęła arcykapłanka Antonina Maria Izabela Wiłucka.
Symboliczny grób arcybiskupa Jana Marii Michała Kowalskiego w postaci tablicy kommemoratywnej znajduje się w mariawickiej Świątyni Miłosierdzia i Miłości w Płocku.
14 września 2018 roku na zamku Hartheim dzięki porozumieniu z administracją zamku w imieniu Kościoła Katolickiego Mariawitów biskupka Maria Rafaela Woińska uroczyście odsłoniła tablicę upamiętniającą Marię Michała Kowalskiego. W uroczystości uczestniczyli przedstawiciele parafii Kościoła z województwa mazowieckiego i łódzkiego.

## Kult
Po śmierci Jan Maria Michał Kowalski został uznany przez wspólnotę mariawitów felicjanowskich za świętego męczennika. Jeszcze za życia był nazywany duchowym synem Mateczki, słowiańskim papieżem i przepowiedzianym w Apokalipsie Świętego Jana, Archaniołem Michałem.
W niektórych kaplicach Kościoła Katolickiego Mariawitów z powodu wielkiego szacunku do osoby arcybiskupa znajdują się jego portrety. W roku liturgicznym Kościół kilkakrotnie wspomina osobę arcybiskupa Michała: 29 stycznia – wypędzenie arcybiskupa Michała z Płocka, 26 maja – męczeństwo św. Michała, 29 września – św. Michała Archanioła, 25 grudnia – narodzenie św. Michała. Ku jego czci wierni Kościoła Katolickiego Mariawitów odmawiają litanię do św. Michała Archanioła, modlitwę do św. Michała po każdej litanii o Mateczce, śpiewają pieśni oraz odprawiają specjalną Mszę świętą.
Jego imię nosi założona przez kolonistów mariawickich na początku XX wieku wieś Michałowo. W Poćwiardówce koło Brzezin patronem parafii Kościoła Katolickiego Mariawitów jest św. Michał Archanioł, co również – zgodnie z nauką mariawitów felicjanowskich – upamiętnia arcybiskupa Jana Marię Michała Kowalskiego.

## Działalność pisarska
Jan Kowalski był płodnym pisarzem, publicystą i tłumaczem. W okresie sprawowania funkcji biskupa mariawickiego wydał około 40 listów pasterskich. Przetłumaczył z łaciny na język polski m.in.: Stary i Nowy Testament oraz Boską komedię.
Po śmierci Feliksy Kozłowskiej zebrał i wydał jej objawienia w Dziele Wielkiego Miłosierdzia. Napisał kilka poematów oraz prac z dziedziny teologii. Pod jego redakcją ukazało się kilkanaście mariawickich broszur informacyjnych, ksiąg liturgicznych, katechizmów, książeczek do nabożeństwa, a także artykułów polemicznych.